# Microphotus decarthrus
Microphotus decarthrus är en skalbaggsart som beskrevs av Henry Clinton Fall 1912. Microphotus decarthrus ingår i släktet Microphotus och familjen lysmaskar. Inga underarter finns listade i Catalogue of Life.